# Álex Rodríguez Ledezma
Alex Rodríguez (Panamá, Panamá, 5 de agosto de 1990) es un portero de fútbol. Actualmente milita en el Tauro FC de la Primera División de Panamá.

## Selección nacional
Su debut con la selección de fútbol de Panamá ocurrió en el 2013 contra Guatemala por un amistoso.  

### Participaciones en Torneos con Panamá
| Torneo                       | País           | Resultado      |
| ---------------------------- | -------------- | -------------- |
| Preolímpico de Concacaf 2012 | Estados Unidos | Fase de grupos |
| Copa Centroamericana 2013    | Costa Rica     | Quinto lugar   |
| Copa Oro 2013                | Estados Unidos | Subcampeón     |
| Copa América Centenario 2016 | Estados Unidos | Fase de grupos |
| Copa Mundial de Fútbol 2018  | Rusia          | Fase de grupos |

## Clubes
| Club                   | País       | Año           |
| ---------------------- | ---------- | ------------- |
| Sporting San Miguelito | Panamá     | 2012 - 2015   |
| San Francisco FC       | Panamá     | 2015 - 2016   |
| Pérez Zeledón          | Costa Rica | 2016          |
| San Francisco FC       | Panamá     | 2017 - 2018   |
| AD San Carlos          | Costa Rica | 2019          |
| Sporting San Miguelito | Panamá     | 2019-2021     |
| Atlético Chiriquí      | Panamá     | 2022-2023     |
| Tauro FC               | Panamá     | 2023-presente |

## Palmarés

### Campeonatos nacionales
| Título           | Club                   | País       | Año    |
| ---------------- | ---------------------- | ---------- | ------ |
| Primera División | Sporting San Miguelito | Panamá     | 2013-C |
| Primera División | AD San Carlos          | Costa Rica | 2019-C |
| Primera División | Tauro FC               | Panamá     | 2024-A |

### Copas nacionales
| Título      | Club             | País   | Año  |
| ----------- | ---------------- | ------ | ---- |
| Copa Panamá | San Francisco FC | Panamá | 2015 |

- Datos: Q13615295